# ATC-kod V01: Allergener
ATC-kod V01: Allergener är en del av klassificeringssystemet ATC (Anatomical Therapeutic Chemical Classification System) för läkemedel och vissa andra medicinska produkter. ATC utvecklas av WHO och består av alfanumeriska koder indelade i grupper utifrån anatomi, medicinsk funktion och läkemedelstyp på 5 olika kodnivåer. Denna sida utgör innehållet i en specifik grupp på nivå 2.

## V01A Allergener

### V01AA Allergenextrakt
V01AA01 Fjäder
V01AA02 Gräspollen
V01AA03 Husdamm
V01AA04 Mögel- och jästsvamp
V01AA05 Trädpollen
V01AA07 Insekter
V01AA08 Födoämnen
V01AA09 Textilier
V01AA10 Örtpollen
V01AA11 Allergenextrakt från djur
V01AA20 Övriga allergenextrakt

### Engelska
- WHO Collaborating Centre for Drug Statistics Methodology - ATC Index
- WHO Collaborating Centre for Drug Statistics Methodology - ATCvet Index

### Svenska
- SIL online
- FASS.se - ATC
- FASS.se - Veterinär-ATC
- Sök läkemedelsfakta - Läkemedelsverket
- Socialstyrelsen : Klassifikationer
- Nationellt produktregister för läkemedel - NPL